# Полет 5143 на „Аерофлот“
Полет 5143 на „Аерофлот“ е вътрешен редовен пътнически полет от летище „Карши“, Карши, през летище „Уфа“, Уфа, до летище Пулково, Ленинград, СССР, управляван от „Аерофлот“‎. На 10 юли 1985 г. самолетът, който лети по маршрута – „Туполев Ту-154B-2“, се разбива близо до Учкудук, Узбекска ССР, Съветски съюз. При катастрофата загиват всички 200 души на борда, среди които 148 възрастни, включително 9 членове на екипажа и 52 деца.
Записващото устройство в пилотската кабина е унищожено при катастрофата. Разследващите с помощта на психолози изследват човешкия фактор, който довежда до инцидента. Те установяват, че екипажът е много уморен по време на катастрофата, защото прекарва предходните 24 часа на летището в очакване на излитане. Друг фактор са неадекватните разпоредби, на които екипажът се натъква в необичайните условия.
Ниската скорост по време на полета причинява вибрации, които екипажът неправилно приема за удари на двигателя и използва лостовете за тягата, за да намали мощността на двигателя до полет на празен ход, но това предизвиква допълнителен спад на въздушната скорост до 290 км/ч. Самолетът спира, навлиза в плосък свредел и се блъска се в земята близо до Учкудук, Узбекистан, по това време част от Съветския съюз.
Полет 5143 остава най-смъртоносното въздушно бедствие в историята на съветската и узбекската авиация, най-смъртоносното в историята на „Аерофлот“ и най-смъртоносният инцидент с „Туполев Ту-154“.